# 氏族志
《氏族志》，是唐太宗時代排定門閥世家地位高低的典籍，贞观十二年高士廉等修成。

## 簡介
唐太宗執政不久，即下令申國公高士廉、黃門侍郎韋挺、禮部侍郎令狐德棻、中書侍郎岑文本等修《氏族志》，排定各姓氏名人的等級高下。高士廉出自渤海高氏，属于山东郡姓，韦挺出自京兆韦氏逍遥公房，是关中郡姓首族，令狐德棻出自敦煌令狐氏，是河西大族，岑文本出自南阳岑氏，属侨姓，編寫時將博陵崔氏崔民幹列為第一。
贞观十二年（638年）奏上《氏族志》一百三十卷。太宗看後不滿意，指示按照“止取今日官爵高下作等级”，要求重修。
《氏族志》是唐代君主為了加强皇权（即關隴集團），打击山東門閥集團的重要措施，特別是具有傳統地位的崔、盧、李、鄭山東大姓。据《旧唐书·高士廉传》，“是时朝议以山东人士好自矜夸，虽复累叶陵迟，犹恃其旧地”。张行成即表示“臣闻天子以四海为家，不当以东西为限；若如是，则示人以隘陋。”《氏族志》收录的二九三姓，把姓氏定出九個等級，改以皇族宗室为首，外戚次之，崔氏改列第三。
唐高宗時，许敬宗、李义府以《氏族志》中没有李氏和武氏的世系，奏请改修《氏族志》。高宗命孔志约、杨仁卿、史玄道、吕才等十二人重新刊定，合计二百三十五姓，二千二百八十七家，显庆四年（659年）书成，高宗亲自撰写书序，说明类例，改名为《姓氏录》，“以四后姓、酅公、介公及三公、太子三师、开府仪同三司、尚书仆射为第一姓，文武二品及知政事三品为第二姓，各以品位高下叙之，凡九等，取身及昆弟子孙，余属不入。”凡本朝官至五品以上均得列为士族。为使《姓氏录》能取代《氏族志》，李义府又奏请将《氏族志》全部收回并焚毁。
唐中宗时，左散骑常侍柳冲认为《氏族志》、《姓氏录》颁行已近百年．期間士族地位變化漸大，上表请加以改修。至唐玄宗即位，撰成《姓族系录》二百卷。

## 敦煌残卷《贞观氏族志》
中国国家图书馆所藏敦煌唐写本《贞观氏族志》，藏品编号BD08679（原千字文编号位79，胶卷号8418）。卷末有贞观八年（634）五月十日壬（庚）辰高士廉奏疏和诏敕。卷末间隔2行为抄录人题记：“大蕃岁次丙辰（836年）后三月庚午朔十六日乙酉鲁国唐氏苾蒭悟真记”。残卷记66郡266姓，列于下表：
| 黎 阳 郡 二 姓      | 赵 郡 二 姓                 | 内 黄 郡 一 姓 | 河 涧 郡 一 姓 | 范 阳 郡 三 姓       | 高 阳 郡 四 姓 | 广 平 郡 四 姓 | 中 山 郡 一 姓   | 雁 门 郡 三 姓                         | 晋 阳 郡 三 姓 | ——— | 太 山 郡 四 姓 | 鲁 国 郡 七 姓       | 东 平 郡 三 姓 | 高 平 郡 五 姓 | 濮 阳 郡 六 姓    | 齐 阳 郡 三 姓       | 梁 国 郡 三 姓         | 陈 留 郡 四 姓 | 荥 阳 郡 四 姓       | 弘 农 郡 四 姓             |
| 卫 州               | 赵 州                       | 相 州          | 瀛 州          | 幽 州                | 冀 州          | 冀 州          | 恒 州            | 岱 州                                  | 州             |     | 兖 州          | 兖 州                | 兖 州          | 兖 州          | 濮 州             | 曹 州                | 宋 州                  | 汴 州          | 郑 州                | 郭 州                      |
| 璩 桑               | 李 眭                       | 扈             | 邢             | 卢 邹 祖             | 纪 公孙 耿 夏  | 宋 焦 啖 游    | 甄               | 续 薄 解                               | 仪 景 鱼       |     | 胡 周 羊 鲍    | 夏 孔 车 唐 曲 栗 齐 | 万 吕 毕       | 郤 檀 徐 曹 孙 | 吴 徐 袁 扶 黄 庆 | 蔡 丁 江             | 宋 乔 张               | 元 谢 卫 虞    | 郑 毛 潘 阳          | 杨 刘 张 晋                |
| 河 南 郡 七 姓      | 河 内 郡 九 姓              | 平 原 郡 三 姓 | 钜 鹿 郡 三 姓 | 清 河 郡 七 姓       | 上 谷 郡 四 姓 | 勃 海 郡 四 姓 | 上 党 郡 五 姓   | 太 原 郡 十 一 姓                      |                |     | 平 昌 郡 一 姓 | 平 阳 郡 一 姓       | 山 阳 郡 三 姓 | 济 北 郡 一 姓 | 济 阳 郡 五 姓    | 汝 南 郡 七 姓       | 谯 国 郡 八 姓         | 东 来 郡 三 姓 | 颍 川 郡 七 姓       | 南 阳 郡 十 姓             |
| 洛 州               | 怀 州                       | 德 州          | 邢 州          | 贝 州                | 燕 州          | 冀 州          | 潞 州            | 并 州                                  |                |     | 兖 州          | 兖 州                | 兖 州          | 洺 州          | 曹 州             | (豫) 州              | 毫 州                  | (滑) 州        | 许 州                | (邓) 州                    |
| 贺兰 元 丘 士 穆 祝 | 宋 司马 苟 向 浩 淳于 车 寻 | 师 雍 封       | 莫 魏 时       | 崔 张 房 尚 傅 路 勒 | 寇 荣 侯 麻    | 吴 欧阳 高 刁  | 包 鲍 连 赫连 樊 | 王 郭 武 霍 廖 郝 温 阎 鲜于 令狐 尉迟 |                |     | 管             | 孟                   | 功 革 群       | 汜             | 董 卞 丁 都 苗    | 殷 昌 袁 应 和 荆 梅 | 戴 夏侯 桓 嵇 曹 娄 庞 | 费 成公 上官   | 陈 荀 韩 钟 许 庾 库 | 张 乐 赵 滕 井 何 白 邓 姬 |

| 丹 阳 郡 四 姓    | 余 康 郡 三 姓 | 吴 兴 郡 七 姓       | 会 稽 郡 七 姓      | 广 阳 郡 三 姓 | 下 邳 郡 四 姓 | 琅 琊 郡 六 姓      | 彭 城 郡 五 姓 | 临 淄 郡 三 姓 | 乐 安 郡 七 姓       | ——— | 武 都 郡 一 姓 | 武 陵 郡 二 姓 | 浔 阳 郡 二 姓 | 临 海 郡 四 姓 |
| 润 州             | 杭 州          | 湖 州                | 越 州               | 扬 州          | 泗 州          | 沂 州               | 徐 州          | 青 州          | 青 州                |     | 果 州          | (朗) 州        | 江 州          | 台 州          |
| 纪 甘 徐 左       | 金 褚 花       | 姚 明 丘 钮 闻 施 沈 | 虞 孔 贺 荣 盛 钟离 | 戴 高 盛       | 陈 郤 谷 国    | 王 颜 诸葛 惠 苻 徐 | 刘 曹 袁 引 受 | 史 宁 左       | 孙 任 商 元 薛 门 蒋 |     | 舟             | 供 仵          | 陶 翟          | 屈 谭 靖 弋    |
| 东 阳 郡 五 姓    | 盐 官 郡 三 姓 |                      | 吴 郡 四 姓         | 长 城 郡 一 姓 | 东 莞 郡 四 姓 | 兰 陵 郡 一 姓      | 沛 郡 三 姓    | 成 阳 郡 二 姓 | 千 乘 郡 一 姓       |     | 南 安 郡 五 姓 | 长 沙 郡 四 姓 | 豫 章 郡 五 姓 | 松 阳 郡 四 姓 |
| 婺 州             | 杭 州          |                      | 苏 州               | 胡 州          | 海 州          | 徐 州               | 徐 州          | 青 州          | 青 州                |     | 泉 州          | 谭 州          | 洪 州          | 括 州          |
| 蓟 姚 习 留 黄 难 | 岑 邬 戚       |                      | 朱 张 顾 陆         | 钱             | 臧 关 竹 刀    | 萧                  | 朱 张 周       | 成 盖          | 倪                   |     | 黄 林 单 仇 盛 | 刘 茹 曾 秦    | 熊 罗 章 雷 湛 | 黄 濑 曲 豆    |

以前太史因尧置九州，今为八十五郡，合三百九十八姓。今贞观八年五月十日壬辰自今已后，明加禁约，前件郡姓出处许其通婚媾。结婚之始，非旧委怠，必须精加研究，知其囊谱，相丞不虚，然可为匹。其三百九十八姓之外，又二千一百杂姓，非史籍所载。虽赖三百九十八姓之限，而或媾官混杂，或从贱入良，营门杂户，慕容商贾之类，虽有谱亦不通，如有犯者剔除籍。光禄大夫兼吏部尚书许国公士廉等奉敕令臣等定天下氏族，若不别条举，恐无所凭准。令详事迄，件录如前，敕旨依奏。
大蕃岁次丙辰后三月庚午朔十六日乙酉鲁国唐氏苾蒭悟真记

## 贞观氏族志所载氏族代表
日本明治大学教授堀井裕之和浙江大学历史学院博士生李生平依据《裴氏相公家谱之碑》，还原了部分《贞观氏族志》所载氏族代表的等级
| 姓名   | 等级   | 谱系           | 官品               | 官爵官品 |
| ------ | ------ | -------------- | ------------------ | --- |
| 裴景汉 | 第二等 | 东眷裴         | 九命（从一品）     | 北周车骑大将军（九命）、仪同三司（九命）、司车路下大夫（正四命）、赠晋州刺史（八——正六命） |
| 裴世矩 | 第三等 | 西眷裴         | 正三品             | 侍中（正三品）、户部尚书（正三品）、安邑县公（从二品）、赠绛州刺史 |
| 崔民幹 | 第三等 | 博陵崔氏第二房 | 正四品上           | 黄门侍郎（正四品上）、博陵郡公（正二品） |
| 裴怀节 | 第四等 | 东眷裴         | 从四品上——正四品上 | 杨荆二大都督府司马（贞观二年，从四品下）→荆州都督府长史（贞观二年以降，从四品上）→工部侍郎（正四品下）→太子少詹事（正四品上）、太常少卿（正四品上）→银青光禄大夫（从三品）、行扬州都督府长史兼越王府长史（贞观十三年） |
| 裴世清 | 第四等 | 中眷裴         | 从四品上           | 驾部主客二郎中（武德七年以前在任、从五品上）、 江州刺史[下州、贞观二年都督（旧总管）府废止、此后任此官。从四品上] |
| 裴神安 | 第四等 | 中眷裴         | 从四品——从五品     | 安邑通守（安邑郡设置的期限是义宁元年至武德元年、从四品至从五品） |

## 關連項目
- 元和姓纂
- 百家姓
- 氏族
- 姓氏
- 中國宗族史

## 腳注
1. ↑  《新唐书》藝文志作一百卷
2. ↑  《旧唐书》卷六五高士廉传
3. ↑  《旧唐书》卷78《张行成传》
4. ↑  《旧唐书》卷65 高士廉传、《唐会要》卷36 氏族目
5. ↑  《旧唐书》卷82 李义府传
6. ↑  《新唐书》卷一百十八 高窦
7. ↑  据《太平广记》
8. ↑  堀井裕之 李生平, , 《唐史论丛》 (第01期), 2024年, (第01期): 3–30